# PIAT

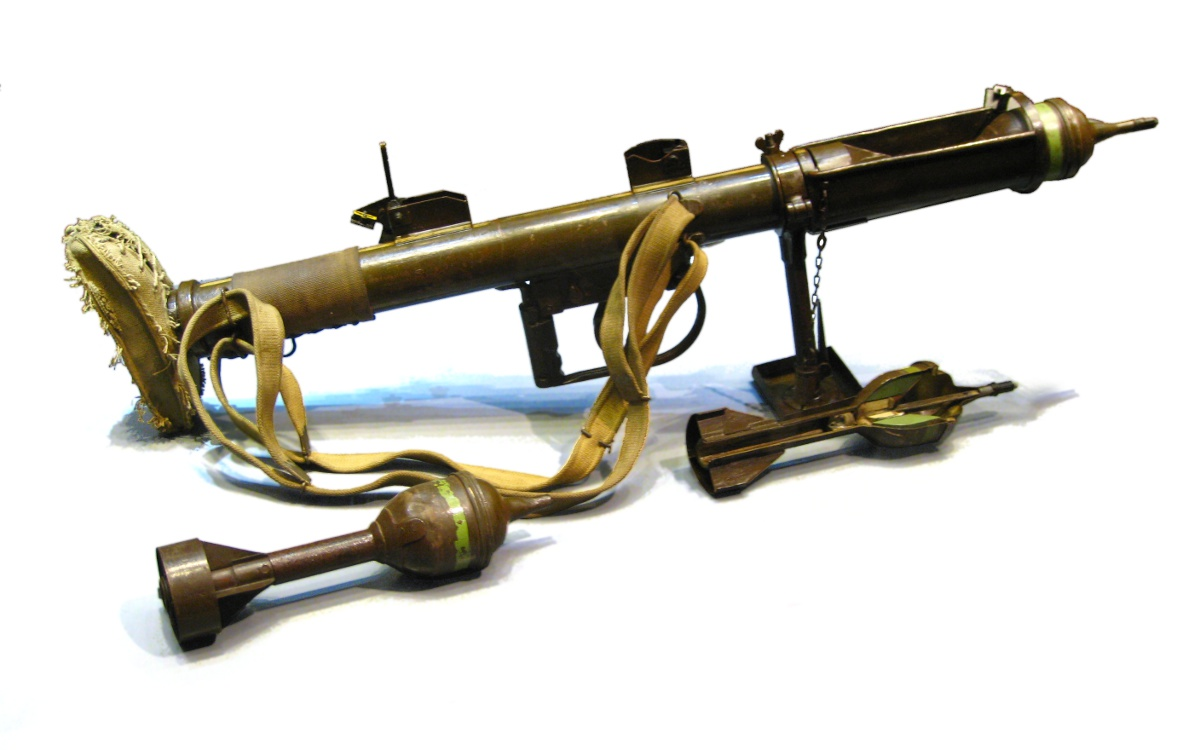
PIATとその弾体

PIAT（ピアット、もしくはパイアット）は、第二次世界大戦時、イギリス軍が開発・使用した対戦車擲弾発射器であり、厳密な定義ではspigot mortar（スピガットモーター、軸発射式迫撃砲）に分類される携行兵器である。
PIATの名は正式名称「Projector, Infantry, Anti Tank（歩兵用対戦車投射器の意）」の頭文字を取ったものである。

## 概要

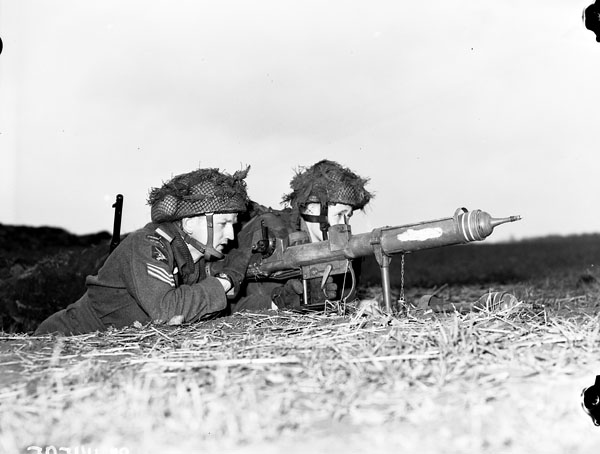
PIATを構えるカナダ軍兵士

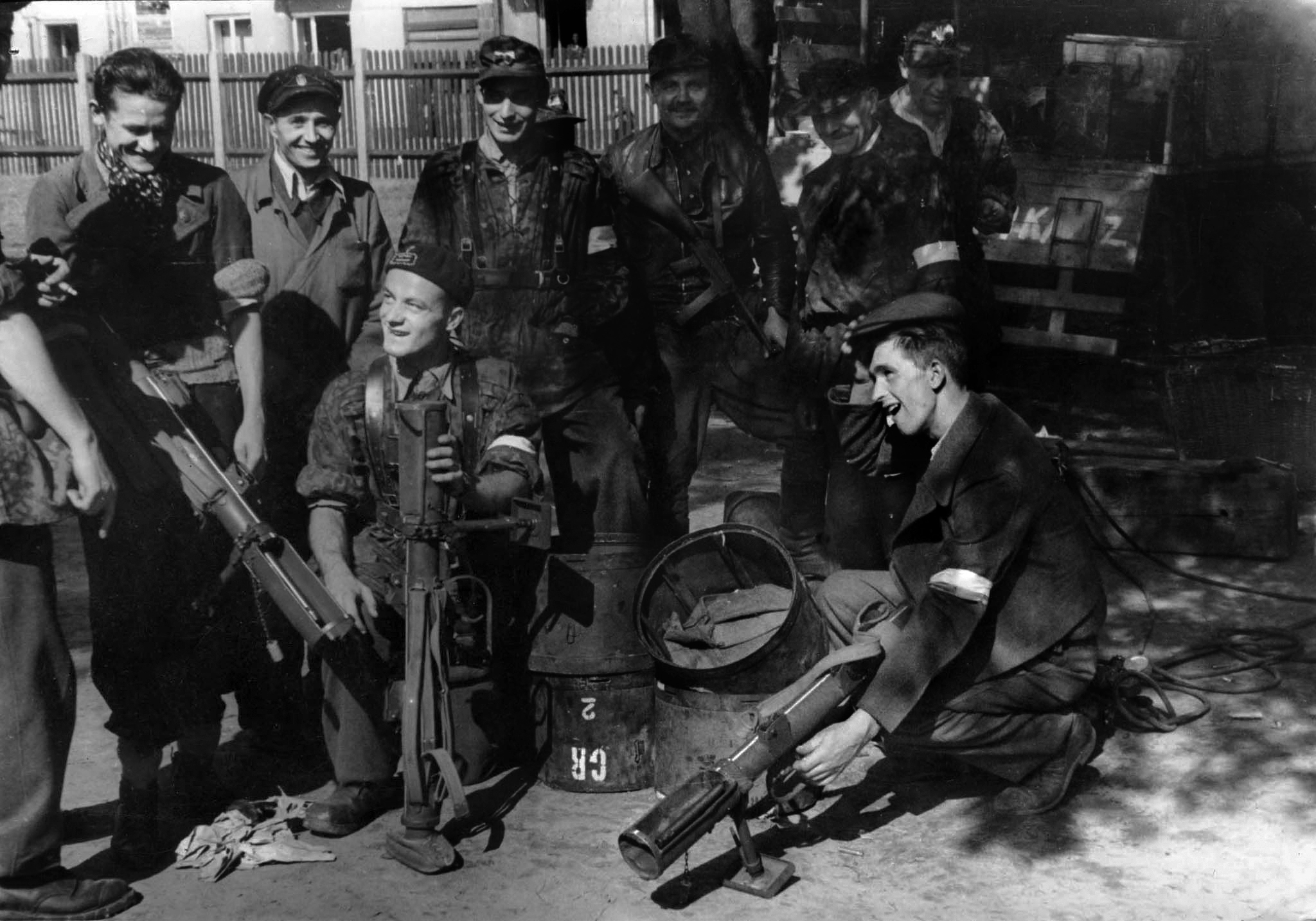
投下されたPIATを受け取ったワルシャワのポーランド国内軍兵士たち

第二次世界大戦開戦時にイギリス軍の保有する歩兵用携行対戦車兵器は、ボーイズ対戦車ライフルおよびリー・エンフィールド小銃用のNo.68/AT対戦車擲弾のみで、1940年にドイツとの戦争が開始されて実戦で用いられると、これらは全くの無価値とはいえないものの、威力の不足が懸念されるものであった。1941年からの北アフリカでの戦闘では、急速に強化されるドイツ軍戦車に対して歩兵の携行対戦車火力が不足していることが重大な問題と認識されるようになり、新たに強力な携行対戦車兵器が必要と結論された。
PIATの起源は、第二次大戦前にイギリス陸軍のスチュワート・ブラッカー中佐が発明し、歩兵小隊で運用される支援火器として個人的に研究していた「軽量小隊迫撃砲」である。これは、「スピガットモーター（軸発射式迫撃砲）」と呼ばれる迫撃砲の一つで、「アーバレスト」の名称で軍に提案していたものだが、軍当局は「粗雑な兵器である」として大きな興味を示さなかった。
ブラッカー中佐はその後も研究を続け、弾頭に成形炸薬を用いた、より小型で対戦車打撃力の高い兵器として改良を進め、1941年には「ベビー・ボンバード（Baby Bombard）」として軍に提案した。このベビー・ボンバードは先述の経緯から新たな携行対戦車兵器を求めていた軍によって早速テストが行われたが、1941年6月のテストではトリガーを引いてもまともに発射されない上に弾頭はいずれも作動せず、「検討に値しない」との評価を下された。
ブラッカー中佐はベビー・ボンバードの提案後、秘密兵器の開発を担当する機関であるMD1に転属したが、中佐の同僚であったミリス・ジェフリーズ少佐（Major. Millis Jefferis）が開発思想を引き継ぎ、改良を加えた発射器本体に新たに設計した成形炸薬弾頭を装備したものを「ジェフリーズ・ショルダーガン（Jefferis ShoulderGun）」として完成させ、改めてテストを行った。初のテストの際には実射を担当した准尉が負傷するという事故が発生したが、その後も研究開発は続行され、ジェフリーズ・ショルダーガンは改良を加えられ、1942年8月には「Projector, Infantry, Anti Tank Mark.I（PIAT Mk.I）」として生産が開始された。
兵士の間では装填時の苦労や有効射程の短さ、放物線を描く弾道による命中率の悪さもあって当初はPIATの評判は芳しくなかったが、敵戦車に効果のある唯一の携帯兵器として広く使用され、多数の戦果を挙げた。PIATを用いた戦果では6名のヴィクトリア十字章受賞者が誕生している。実戦ではティーガー戦車の側面を撃ちぬいて搭載弾薬を誘爆させ撃破した例もある。
イギリス軍および英連邦軍の他、レンドリース法に基づいた兵器供与の一環として、ソビエト連邦には1,000基のPIATと10万発の弾薬が供給された。ワルシャワ蜂起の際にポーランド国内軍に対し輸送機から補給物資として投下され使われている。また、鹵獲したドイツ軍が使用した例もある。
英軍においては後継にバズーカや無反動砲が配備されると次第に置き換えられていき、1950年に退役した。戦後はイスラエル他においても使用された。

## 構造

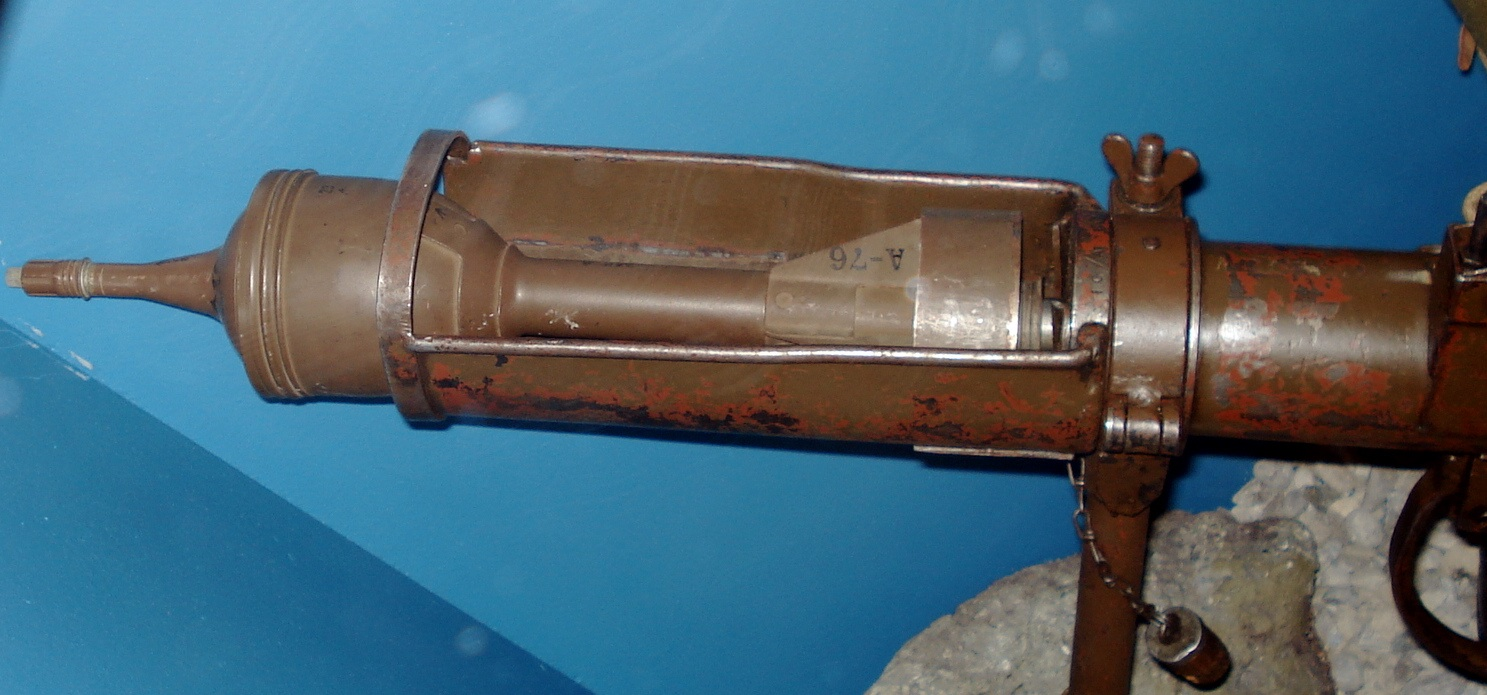
弾体を装填したPIATの先端部

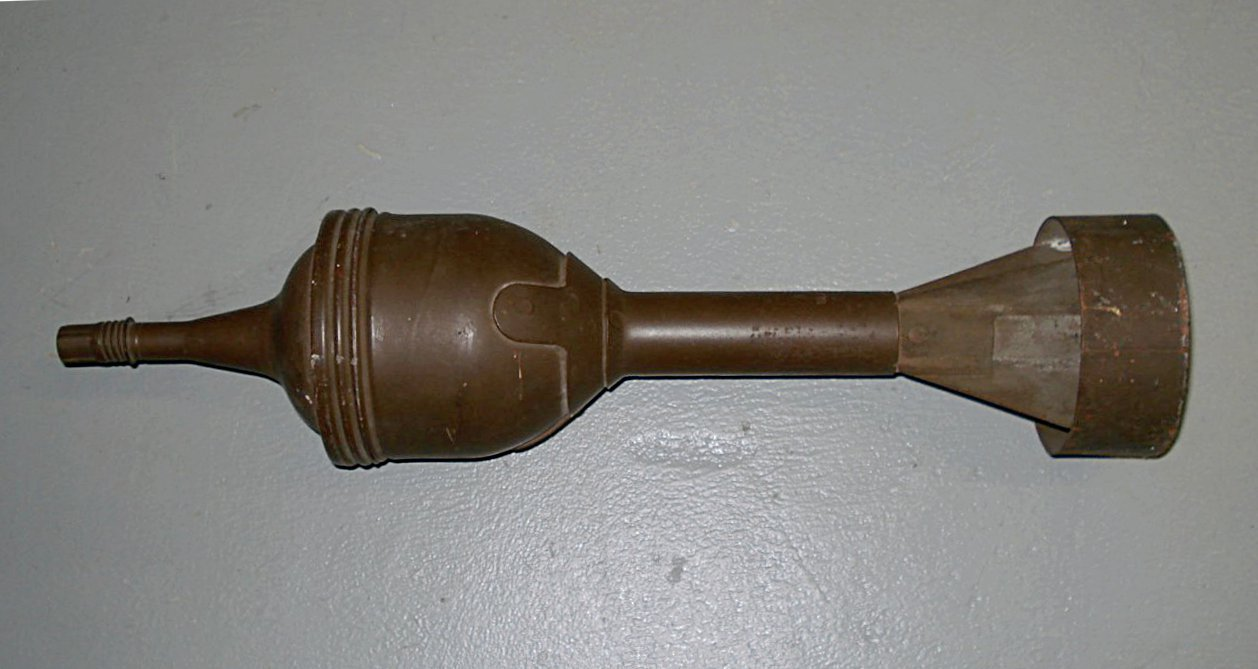
PIATの弾体（HEAT弾頭型）

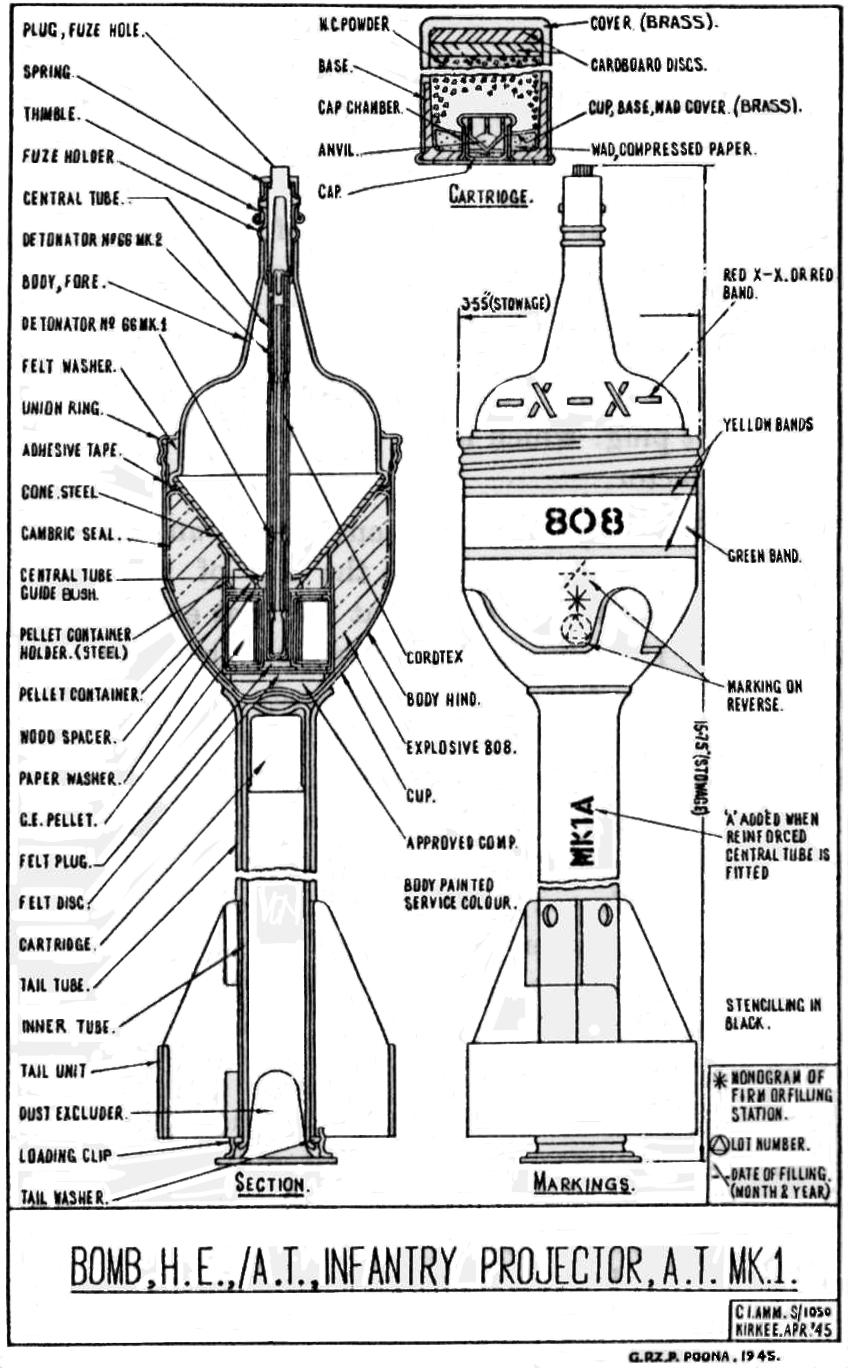
弾体の内部構造図

PIATの外観は単純な円筒と言ってよいもので、中央上部左側には照準器、中央部下方には引き金と銃把、その前方には単脚、後端部にはコッキングレバー兼用の肩当てが付いている。発射器の材質にはそれほど上等なものは使われなかったが、各部は頑丈に造られていた。
アメリカのバズーカやドイツのパンツァーシュレック、パンツァーファウストなどといった同時代の携帯式対戦車兵器が、後端は閉鎖されていない円筒に弾体を装填し、発射時の後方噴流を逃がす仕組みになっているのに対し、PIATでは発射筒の後方は閉鎖されており、中空構造にはなっていない。
発射筒は内部に約90 kgの反発力をもつばねとスクリュー式の固定機構を持つ内軸のある二重構造になっており、内軸の先端に撃針がある。内軸はばねを介して引き棒によって肩当てと接続されており、内筒を回転させて固定機構を解除したのち、肩当てとそれに接続された引き棒により内軸を発射筒の後方に引くことによりばねが圧縮され、内軸は引き金に連動したシア（逆鉤）により固定される。ばねの圧縮と内軸の固定を確認したのち、肩当てと引き棒を発射筒内に戻して再度固定し、発射筒前部にある上方開放式の装填部に弾体を装填すれば発射準備状態完了となる。
引き金を引くとシアが解放され、圧縮されていたばねが伸長して内軸が前進し、内軸が弾体を叩いて前方に打ち出すと同時に、撃針が弾体底部の雷管を叩いて発射薬を発火させ、弾体を飛翔させる。撃針と内軸は発射薬の反作用で後退するので、これによりばねは再び圧縮され、第2射以降は手動によるコッキングは不要となる。ばねが圧縮される際に、発射時の反動の一部が吸収される。この構造により、ロケットランチャーや無反動砲と異なり、閉鎖空間や後方に空きが無い場所からでも安全に発射が可能となっている。
弾体はロケット弾に類似した外観を持っていたが、内部には少量の装薬が充填されているに過ぎず、構造としては弱装薬の迫撃砲弾というべきものである。弾頭は発射された後は、その弾道特性上緩い放物線を描いて飛翔した。瞬発信管は運搬時には保護ケースに入った状態で弾体の安定翼にクリップ留めされており、発射の前に取り出して弾頭へ組み付けることとなっていた。
対戦車戦闘時の射距離は約100 m、建築物などに対する曲射の場合は約350 mで、成形炸薬弾を使用した場合は100 mmの装甲板を貫徹する能力を持っていた。
PIATは標準で一個小隊に1基が配備された。運搬・操作は単独で可能であったが、通常は射手と弾薬手兼装弾手の2名のチームで運用された。重量的には立射することも不可能ではなく、また、肩当て部を肩付けせず、筒尾を肩に載せて担いで射つことも可能ではあったが、運用マニュアルにおいては肩付け姿勢での伏せ撃ちが推奨されている。

## 使用手順
1. 射手はPIATを地面に垂直に立て、本体と撃針のロックを解除するため、肩当てを両足で踏んで押さえながら、発射筒を5回転半回す。
2. 肩当てを両足で押さえたまま、発射筒本体を単脚の支柱を手がかりに引き、撃針と内筒をコッキングする。
3. 引き出された肩当て部を本体内に戻し、回転させて再度固定する。
4. 発射筒を水平に戻し、照準器を引き起こす。照準器は70ヤード（約64 m）、100ヤード（約91 m）のどちらか望む方に設定できる。
5. 弾頭の信管保護キャップを外し、発射筒前部に弾体を装填する。
6. 敵戦車を照準設定距離まで引き付け、銃把をしっかりと掴み、引き金を引いて発射する。

戦場では、射手が直立して発射筒を引く作業は身を隠せないために危険であるとして、射手が地面に仰向けになった状態で肩当てを両足に掛け、両足を伸ばしながら銃把と単脚もしくは発射筒の先端部を掴んで頭の側に引き寄せる、というばねの圧縮方法が指導されていた。この方法は充分な引きしろが確保できない恐れのある小柄な兵士が使用する際の方法としても推奨された。

## 評価
PIATは弾体に推進薬を内蔵せず、発射に用いられる装薬も少量のため、弾体の飛翔速度は直射型の対戦車兵器としては低速で、遠距離の目標や移動目標に対しての命中精度には難があった。実戦での使用統計によれば、熟練した射手が用いた場合でも、命中率は100ヤード（90 m）で60 %を超えることはなく、信管の作動率も75 %に留まったとされている。
発射に薬莢に充填した装薬や弾体内部の推進剤の噴射を用いる他の対戦車兵器と異なり、ばねの反発力を使って発射する機構は簡易かつ軽量な構造を実現したが、強力なばねを用いているために引き金は指4本を使う必要があるほど大型で重く、発射時にブレを生じさせて照準が狂う原因となった。
設計上は火薬の圧力でばねが再び縮められ発射位置まで後退することになっていたが、実際にはほとんど圧縮されることはなく、大半の場合は戦闘中に手動で再度コッキングする必要があった。ばねの圧縮のためにはある程度の「引きしろ」が必要で、小柄な人間だと充分な引きしろが確保できない恐れがあり、身長5.5フィート（約167 cm）以下の人間では通常の手順ではコッキングができない可能性があるとされた。コッキングに失敗する、もしくは作業中にうっかり手や足を離してしまった場合、外筒部はばねの力で激しく反発するため、射手は反跳した外筒部で負傷する危険があった。コッキングに必要とする力もかなりのもので、筋力、特に背筋の非力な人間が行うと背骨を痛める恐れがあった。
上述のような構造上の問題はあったものの、前述の「100ヤード（90 m）で60 %の命中率」「信管の作動率75 %」は同種の対戦車兵器としては特段に低いものではなく、アメリカ軍の“バズーカ”などと比べても標準的な範囲の数値である。挙げた戦果も決して少ないものではなく、戦後のイギリス軍の分析では、ドイツ軍戦車に対して与えた戦果のうち、航空機による地上攻撃、特に対地ロケット弾による対戦車攻撃の割合は6 %ほどだが、PIATによる対戦車攻撃の戦果は7 %程度あったとされており、PIATは有用な兵器であったとされている。1944年から1945年にかけてカナダ軍が実戦に参加した161人の将校に31種の歩兵用兵器の有効性について質問した調査では、PIATはブレンガンに続いて2番目に「最も効果的な武器」に挙げられている。

## 諸元
- 口径（弾頭直径）：76 mm
- 全長：99.04 cm
- 重量：14.4 kg
- 砲身長[5]：86.4 cm
- 弾体長：38.1 cm
- 弾体重量：1.35 kg
- 対戦車有効射程：90 m
- 最大射程：685 m
- 使用弾種：対戦車成形炸薬弾、破片榴弾、発煙弾など

## 登場作品

### 映画
『史上最大の作戦』
自由フランス軍の兵士がドイツ軍陣地を攻撃する際に使用。
『遠すぎた橋』
アルンヘム橋にて迫るドイツ軍部隊にイギリス軍フロスト大隊が使用。装甲車を撃退するが、戦車には命中しなかった。
予備役保管されていた実物が使われており、弾頭以外は本物である。

### アニメ
『ストライクウィッチーズ Operation Victory Arrow』
OVA版Vol.3「アルンヘムの橋」でペリーヌ・クロステルマン中尉が使用。

### ゲーム
『真・女神転生RPG』
TRPGに登場。装備品の一つだが、余りの古さに「不発」や「故障する」確率が高い。
『バトルフィールドV』
突撃兵ガジェットとして登場。マップを用いての曲射が可能。